# Mississippi nella guerra di secessione americana

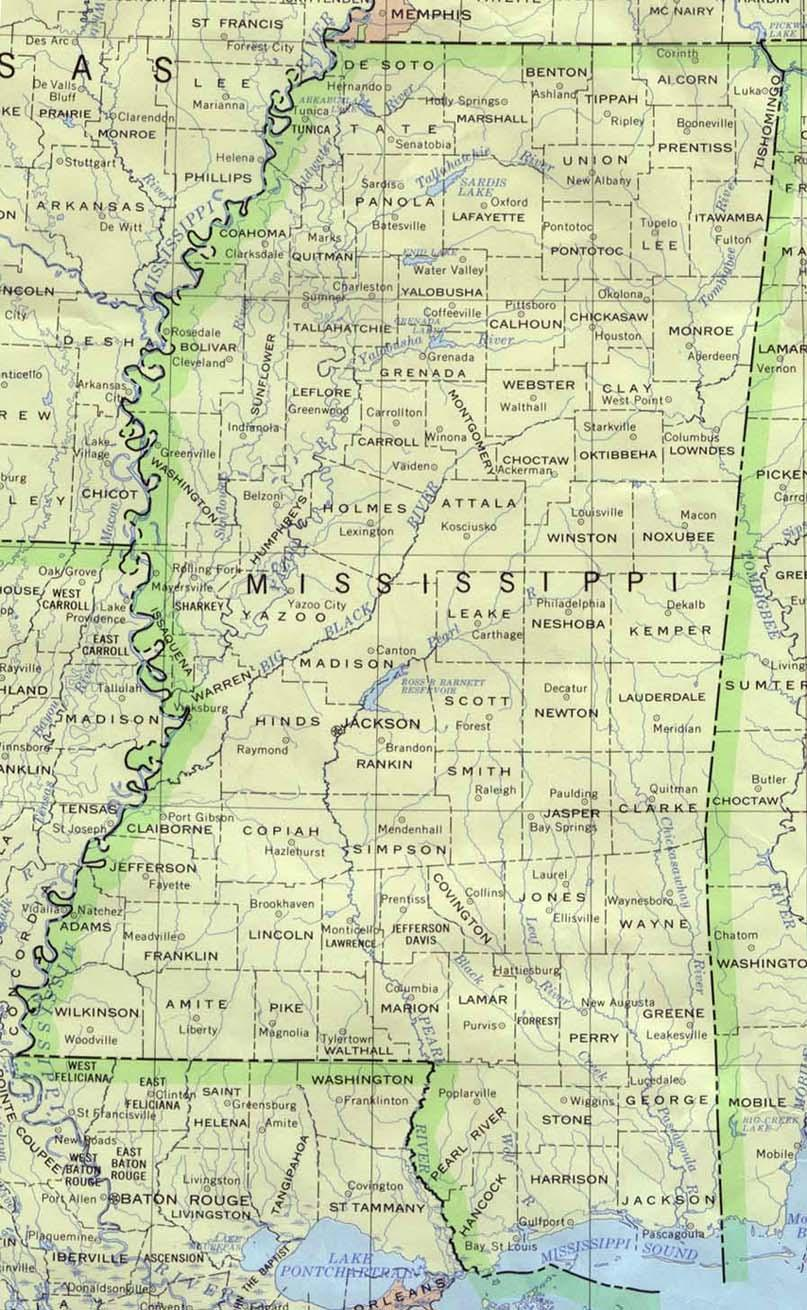
Mappa del Mississippi.

Il Mississippi nella guerra di secessione americana fu il secondo Stato federato a proclamare la propria secessione dall'Unione, il 9 gennaio 1861. Si riunì poi rapidamente con altri sei Stati del profondo Sud per dare vita agli Stati Confederati d'America il 4 febbraio, al termine della presidenza di James Buchanan.
La sua posizione lungo il corso meridionale del fiume Mississippi venne considerata fin da subito strategicamente assai importante da entrambe le parti in lotta; decine di battaglie sanguinose vennero combattute entro i suoi confini, ove i due eserciti si scontrarono ripetutamente nelle immediate vicinanze dei centri urbani, crocevia delle comunicazioni e dei trasporti.
Le truppe s'impegnarono in tutti i maggiori fronti della guerra civile, sebbene la maggior parte di esse rimase perlopiù concentrata nel Teatro Occidentale. Il presidente degli Stati Confederati d'America, Jefferson Davis, era un politico di lungo corso del Mississippi e proprio qui aveva gestito una grande piantagione schiavista.
Tra i maggiori generali originari del Mississippi vi erano William Barksdale, Carnot Posey, William Wirt Adams, Earl Van Dorn, Robert Lowry e Benjamin Grubb Humphreys.

## Politica secessionista
Durante gli anni precedenti lo scoppio delle ostilità, i proprietari di schiavi dello Stato avevano continuato a votare massicciamente per il Partito Democratico, in special modo quando il Partito Whig aveva iniziato a perdere influenza. Secondo il censimento del 1860 il Mississippi aveva 790.530 abitanti, di cui 353.899 liberi e 436.631 schiavi.
(Mary Boykin Chesnut)

La bandiera del Mississippi secessionista, in uso fino al 1894.

Nel corso della campagna elettorale per le elezioni presidenziali del 1860 la maggioranza schiacciante degli aventi diritto appoggiò il candidato democratico sudista John C. Breckinridge, vicepresidente in carica, assegnandogli 40.768 voti (il 59,0% del totale sui 69.095 scrutinati).
John Bell del Tennessee, il candidato dell'effimero Constitutional Union Party giunse secondo con 25.045 suffragi (il 36,25% del totale); mentre Stephen A. Douglas dei Democratici nordisti ricevette 3.282 voti (il 4,75%). Abraham Lincoln, che vinse a livello nazionale, non era nemmeno presente sulle schede elettorali. Secondo un quotidiano del Mississippi del tempo:
(Mississippi Free Trader (28 agosto 1857))
.
A lungo un focolaio di sentimento secessionista, abbinato ad un sostegno incondizionato della pratica schiavista e ai cosiddetti "diritti degli Stati", il Mississippi proclamò secessione dagli Stati Uniti d'America due mesi dopo la vittoria del nuovo Partito Repubblicano alle elezioni presidenziali. Si unì alla Confederazione meno di un mese più tardi; la dichiarazione ufficiale ( Testo completo su Wikisource.) enunciava le ragioni che avevano condotto ad un tale passo: "la [nostra] posizione è completamente identificata con l'istituzione della schiavitù - il più grande interesse materiale del mondo". Fulton Anderson, un avvocato, pronunciò un discorso alla Convention secessionista della Virginia, affermando che: "le rimostranze del popolo del Sud sulla questione della schiavitù" e la loro opposizione all'obiettivo del Partito Repubblicano di procedere verso "la definitiva estinzione della schiavitù" erano le principali ragioni dello Stato per dichiarare la secessione.
Il giudice Alexander Hamilton Handy condivise il punto di vista, opinando del "Partito Repubblicano nero" che:
(Giudice Alexander Hamilton Handy, (febbraio 1861).)

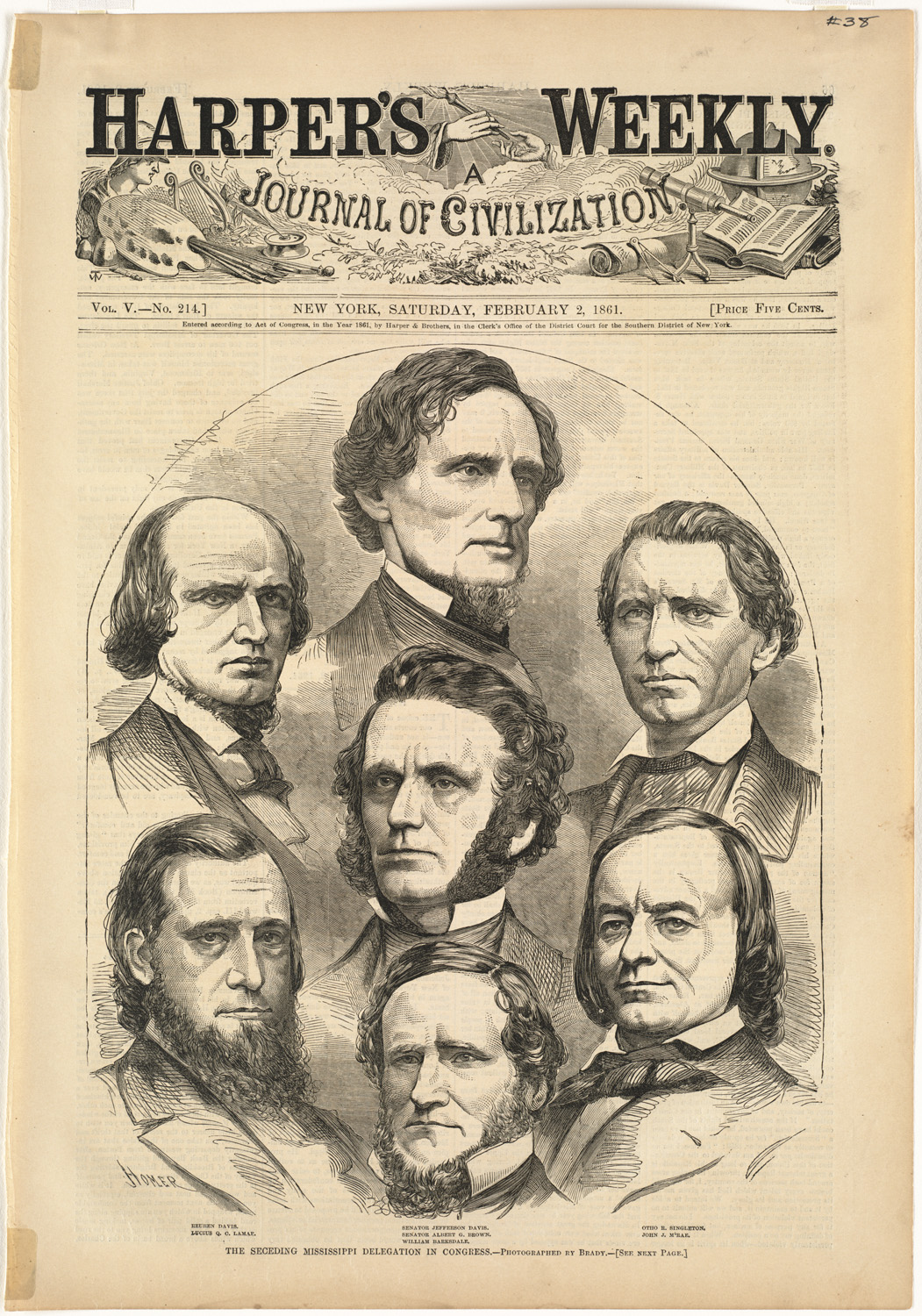
I delegati secessionisti membri del Congresso: Reuben Davis, Lucius Quintus Cincinnatus Lamar II, Jefferson Davis, Albert Gallatin Brown, William Barksdale, Otho Robards Singleton ed infine John Jones McRae.

Nel 1860, insieme alla Carolina del Sud, il Mississippi era uno degli unici due Stati dell'Unione in cui la maggioranza della popolazione residente era di schiavi. Secondo il senatore democratico e futuro presidente confederato Jefferson Davis il Mississippi si sarebbe unito alla Confederazione perché "ha sentito proclamare l'assurda teoria che tutti gli uomini sono creati liberi e uguali", un sentimento percepito come una minaccia alla pratica schiavista, e perché la "Dichiarazione d'indipendenza era stata invocata per sostenere la posizione che pretende l'uguaglianza delle razze", posizione a cui Davis si opponeva.
William L. Harris, uno dei delegati alla Commissione secessionista dello Stato, raccontò durante una riunione all'Assemblea generale georgiana che i Repubblicani volevano attuare "l'eguaglianza tra la razza bianca e quella nera", quindi la secessione era necessaria perché gli Stati schiavisti potessero resistere a questi attacchi provenienti dal Nord.
Fulton Anderson, anch'egli del Mississippi, dichiarò alla Convention secessionista della Virginia che i Repubblicani erano pregiudizialmente ostili agli Stati schiavisti, accusando quindi il Partito Repubblicano di avere "un'ostentazione implacabile ed eterna verso l'istituzione della schiavitù".

## Arruolamento

Localizzazione della Contea di Jones, schierata in massa con l'Unione. Sarà protagonista del film Free State of Jones.

Vi furono gruppi di abitanti che rimasero solidali con l'Unione; rimase famosa la contea di Jones di Newton Knight, chiamata "Stato libero di Jones". La gran maggioranza dei bianchi americani dello Stato abbracciò tuttavia la causa confederata della difesa dello schiavismo. Migliaia di persone si arruolarono nell'esercito confederato. Circa 80.000 bianchi del Mississippi combatterono tra le sue file; per contro circa 500 combatterono nelle file dell'esercito dell'Unione.

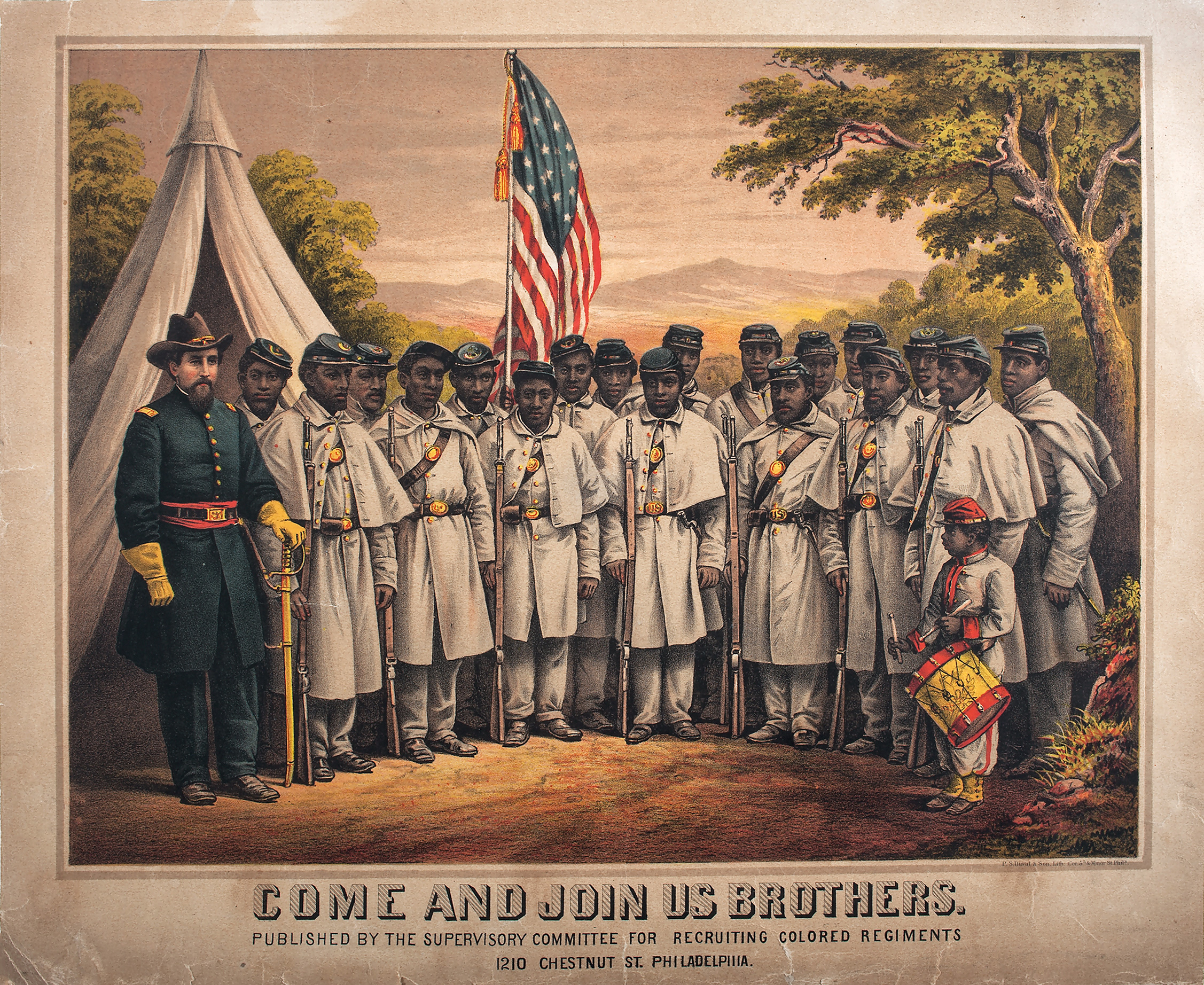
Manifesto di reclutamento delle United States Colored Troops: "Come and Join Us Brothers".

Durante il corso della guerra un considerevole numero di schiavi liberati o fuggitivi si arruolò volontariamente nelle United States Colored Troops e ad altri reggimenti similari; ciò accadde in special modo tra le forze agli ordini di Benjamin Butler prima e di Ulysses S. Grant e William Tecumseh Sherman poi. Essi parteciparono alla battaglia di Baton Rouge (1862) e alla Campagna di Vicksburg. In totale più di 17.000 schiavi e liberti afroamericani del Mississippi combatterono nell'esercito unionista. Quasi tutti gli arruolati erano volontari. La probabilità che una persona si ponesse al servizio dell'esercito aumentava con la "quantità di proprietà personale posseduta", inclusi gli schiavi. I poveri erano meno inclini a diventare volontari. Gli uomini che vivevano vicino al fiume Mississippi, indipendentemente dalla loro ricchezza, entrarono meno frequentemente nell'esercito rispetto a quelli che vivevano nelle zone centrali dello Stato.
Molti che si trovarono in età militare, soprattutto nelle contee più occidentali (ai confini con la Louisiana e l'Arkansas) molto semplicemente si trasferirono altrove. Il controllo del fiume da parte della Marina dell'Unione contribuì a rendere i residenti nelle sue vicinanze vulnerabili: buona parte degli abitanti delle contee vicino al fiume lasciarono le proprie comunità (e spesso la stessa Confederazione) piuttosto che rimanere ad affrontare l'invasione preannunciata.

## Emancipazione
Il 1º gennaio 1863, quando entrò in vigore il "proclama di emancipazione", vaste parti del territorio di Nord-ovest si trovavano già sotto il controllo unionista. Nel proclama l'intero Mississippi era dichiarato in stato di ribellione; di conseguenza le forze dell'Unione incominciarono a liberare gli schiavi nelle aree sotto il loro controllo. Secondo la testimonianza di un ufficiale sudista, proprio la questione schiavista fu la causa principale per cui lo Stato dichiarò la secessione, affermando: "Questo paese senza il "lavoro schiavo" sarebbe del tutto privo di valore... Possiamo solo vivere ed esistere grazie a questo tipo di lavoro: e quindi sono disposto a combattere fino all'ultimo per il suo mantenimento.

Posizione di Canton (Mississippi).

## Centri urbani coinvolti

### Canton
Canton fu un importante snodo ferroviario e centro logistico. Molti soldati rimasti feriti furono curati o trasportati attraverso la città e conseguentemente ospita anche un vasto cimitero confederato.

Localizzazione di Columbus (Mississippi).

### Columbus
All'inizio del conflitto la città di Columbus fu un importante centro ospedaliero; vi si trovava inoltre anche un arsenale il quale produceva polvere da sparo, cannoni e fucili. L'Unione tentò due volte di conquistarla, ma gli attacchi furono respinti dall'azione degli uomini di Nathan Bedford Forrest.
Molte delle vittime della battaglia di Shiloh vennero portate qui e in migliaia furono sepolte nel Friendship Cemetery cittadino.

Localizzazione della Contea di Choctaw (Mississippi).

### Contea di Choctaw
Durante la guerra gli unionisti della contea di Choctaw diedero vita ad una Loyal League alleata del governo federale allo scopo d'interrompere il conflitto consigliando la diserzione, depredando le famiglie di coloro che erano rimasti nel Confederate States Army e informando l'Union Army. 

### Corinth

Localizzazione di Corinth.

La strategica posizione della città di Corinth, proprio all'incrocio di due importanti linee ferroviarie, sede fin dall'inizio dell'apertura del Teatro Occidentale, fu una delle più importanti basi di partenza per eventuali avanzate per entrambe le parti in causa.
Pierre Gustave Toutant de Beauregard vi si ritirò a seguito della sconfitta nella battaglia di Shiloh (aprile 1862), inseguito da Henry Halleck. Il generale sudista fu costretto ad abbandonare la cittadina quando Halleck vi giunse, minacciando il suo accerchiamento, e così la lasciò cadere nelle mani dell'Unione. Poiché il generale unionista si avvicinò con grande cautela, scavando trincee ad ogni sosta per la durata di oltre un mese, quest'azione prese il nome di assedio di Corinth.
Più tardi nel corso di quello stesso anno, William Starke Rosecrans si diresse su Corinth, unendo le sue forze con quelle di Halleck. La seconda battaglia di Corinth ebbe luogo tra il 3 e il 4 ottobre 1862, quando il sudista Earl Van Dorn provò a riconquistarla. Le truppe confederate riuscirono effettivamente a penetrarvi, ma solo per esservi espulse quando giunsero i rinforzi unionisti.

Localizzazione di Greenville.

### Greenville
Greenville divenne rapidamente un villaggio chiave per le operazioni condotte da Ulysses S. Grant nel Mississippi settentrionale nel corso della campagna di Vicksburg. L'area del Delta che lo circondava era considerata il granaio che riforniva i militari impegnati sulla linea del fronte di Vicksburg di mais, maiali, manzo, muli e cavalli.

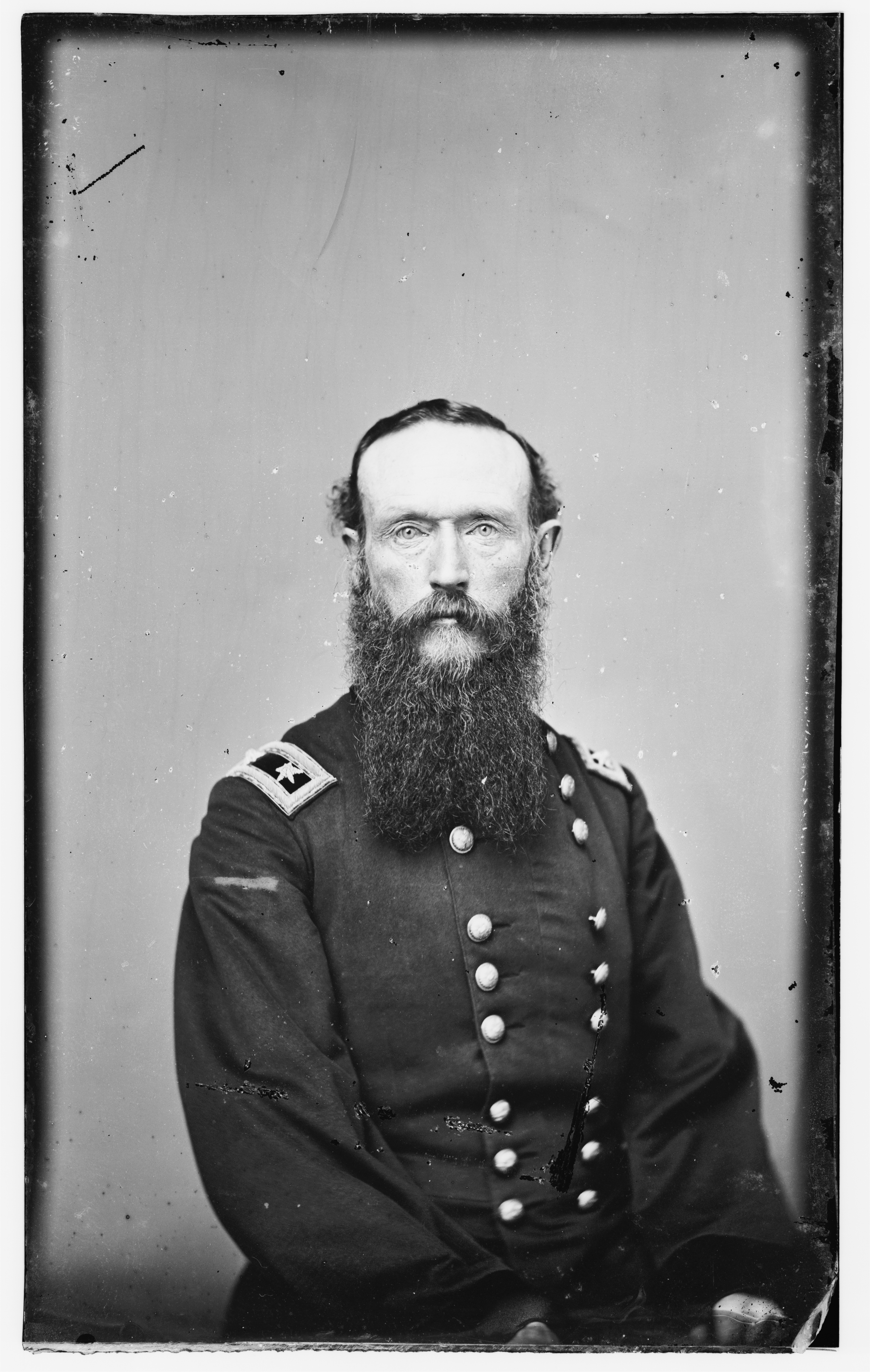
Foto di Frederick Steele.

A partire dalla fine di marzo del 1863 fu il bersaglio di una spedizione condotta da Frederick Steele; il progetto sarebbe consistito nel fare una ricognizione sul torrente Deer in quanto possibile via per raggiungere Vicksburg e creare scompiglio e danni ai soldati confederati, ai guerriglieri sudisti e ai proprietari terrieri schiavisti rimasti fedeli all'amministrazione secessionista.
L'operazione ebbe un pieno successo e gli uomini di Steele riuscirono a catturare quasi mille capi di bestiame e a distruggere quasi mezzo milione di staia di grano.

Localizzazione di Rolling Fork.

Oltre al danno materiale arrecato, liberarono anche diverse centinaia di schiavi i quali, abbandonate le piantagioni loro affidate, seguirono le truppe unioniste da Rolling Fork fino a Greenville.
Fu in questo momento che il generale Grant decise che, se uno qualsiasi degli ex schiavi avesse scelto di farlo, avrebbe potuto attraversare le proprie linee per essere arruolato.
I primi reggimenti composti esclusivamente da afroamericani si crearono proprio durante questa spedizione e alla sua conclusione quasi 500 ex schiavi stavano per venire addestrati nelle United States Colored Troops.
L'attività intrapresa da Steele nel delta attirò l'attenzione dei comandanti confederati allontanandoli dalle operazioni unioniste sul lato Est del fiume Mississippi - nella Louisiana - mentre si trasferivano in un tentativo di aggiramento di Vicksburg. Ma cosa ancora più importante il fatto ebbe gravi conseguenze per i cittadini e le truppe sudiste intrappolati nell'assedio di Vicksburg, che da questo momento in poi risultarono privati della più importante fonte di rifornimenti.
All'inizio di maggio, come rappresaglia contro l'artiglieria confederata, la quale continuava a sparare sulle imbarcazioni della Marina dell'Unione, il comandante navale Thomas Oliver Selfridge inviò a terra un centinaio di uomini facendoli approdare nelle vicinanze di Chicot Island. Gli ordini furono quelli di appiccare il fuoco a tutti quegli edifici e alle abitazioni i cui cittadini risultavano essere colpevoli di favoreggiamento delle truppe sudiste.
Entro la prima serata del giorno 9 le maggiori dimore dei grandi proprietari schiavisti e dei piantatori, i fienili, le stalle, le balle di cotone, le abitazioni dei sorveglianti e i quartieri degli schiavi delle piantagioni di Blanton e Roach erano oramai in rovina. Ulteriori danni vennero provocati alle case e agli annessi sia di Argyle Landing che di Chicot Island.
La distruzione di Greenville venne invece completata il 6 maggio, quando un certo numero di fanti unionisti scesero a riva dalle loro barche e bruciarono tutti gli edifici del villaggio tranne due (una casa e una chiesa.

Localizzazione di Jackson.

### Jackson
Nonostante la sua popolazione relativamente esigua la città di Jackson divenne un centro strategico di produzione per la Confederazione.
Nel 1863, nel corso della campagna militare che si concluse con l'assedio di Vicksburg e la sua resa il 4 luglio - anniversario del Giorno dell'Indipendenza e parallelamente alla battaglia di Gettysburg - le forze unioniste la occuparono a più riprese nel corso di due scontri, una prima volta durante il suddetto assedio e nuovamente subito dopo la caduta di Vicksburg.
Il 13 maggio si svolse la battaglia di Jackson la quale diede la completa vittoria agli unionisti, costringendo le forze confederate a fuggire in direzione Nord alla volta di Canton; due giorni dopo William Tecumseh Sherman ne comandò la messa a ferro e fuoco e il saccheggio delle strutture chiave. Dopo aver cacciato i sudisti le forze dell'Unione si diressero ad Ovest ponendo in stato d'assedio Vicksburg.
I confederati cominciarono a riunirsi ancora una volta proprio a Jackson in preparazione di un tentativo di rottura delle linee avversarie, che accerchiavano completamente il vicino centro urbano posto sulle rive del grande fiume. Si misero in marcia uscendo da Jackson per rompere l'assedio ai primi di luglio. Vicksburg però, su ordine di John Clifford Pemberton a cui erano affidate le difese, capitolò il giorno 4 con l'intero esercito al suo interno.
Il generale Grant inviò quindi Sherman verso le truppe sudiste in movimento; queste, non appena appresero della resa, tornarono a ritirarsi a Jackson, dando così l'avvio all'assedio anche di quella cittadina: esso proseguì per circa una settimana prima della sua definitiva caduta in mano federale. Fu la spedizione di Jackson.

Localizzazione di Meridian (Mississippi).

### Meridian
La sua posizione strategica Meridian nella rete viaria ferroviaria la rese sede di un arsenale confederato, di un ospedale militare e di un campo di prigionia, nonché di un certo numero di uffici amministrativi statali. Il disastroso incidente ferroviario di Chunky Creek del 1863 accadde a 30 miglia di distanza (nella Contea di Newton sul Chunky Creek), quando il convoglio stava facendo rotta verso la zona impegnata nell'assedio di Vicksburg.
A seguito della vittoriosa campagna di Vicksburg il Corpo d'armata dell'esercito dell'Unione, diretto da William Tecumseh Sherman, iniziò a dirigersi verso Est. Nel febbraio del 1864 il suo esercito raggiunse la città e qui mise del tutto fuori uso i binari ferroviari e diede alle fiamme gran parte degli edifici pubblici e dei terreni coltivabili.
Dopo aver completato questo compito si ritiene che Sherman abbia detto: "Ecco, ora Meridian non esiste più". 

Localizzazione di Natchez.

### Natchez
Per tutta la durata delle operazioni belliche la città di Natchez nel Mississippi rimase in gran parte risparmiata. Si arrese all'ammiraglio (ufficiale di bandiera) David G. Farragut a seguito della battaglia di New Orleans (1862).
Solamente un civile, un uomo anziano, rimase ucciso nel corso della guerra, quando nel settembre del 1863 una corazzata della Marina unionista si mise a cannoneggiare il centro urbano dal fiume: egli morì a causa di un attacco di cuore fulminante. I soldati dell'Armata del Tennessee, inviati da Grant, la occuparono militarmente nel 1863; il comandante locale nominato, Thomas Ransom, stabilì il proprio quartier generale in un'abitazione denominata "Rosalie".
Il libro di memorie di Ellen Shields rivela le reazioni di una donna sudista all'occupazione; la signora Shields era un membro dell'élite locale e il suo memoriale scritto testimonia gli sconvolgimenti sociali che ne seguirono.
Secondo lo storico Joyce Broussard il testo indicherebbe che gli uomini confederati, oramai del tutto assenti a causa del conflitto in corso, vennero visti come dei falliti, sia all'interno delle loro famiglie che nella più ampia comunità di appartenenza e pertanto rifiutati; ciò avrebbe costretto molte donne a far uso della propria femminilità fondata sulla classe sociale e finanche la loro sessualità e attrattività fisica per affrontare il problema costituito dalle truppe armate d'occupazione.

Localizzazione della Contea di Adams.

I 340 latifondisti che possedevano ciascuno 250 o più schiavi nella Contea di Adams secondo il Censimento del 1860 non si dimostrarono degli entusiasti secessionisti; il sostegno che questi schiavisti davano alla Confederazione risultava essere assai problematico in quanto vi si erano aggregati soltanto di recente, per lo più opponendosi dapprincipio alla secessione poiché continuavano a intrattenere degli stretti legami economico-sociali con il Nord. Anche a questa élite di piantatori mancò un forte attaccamento emotivo all'idea di una nazione separata del Sud; tuttavia, quando scoppiò la guerra, molti dei loro figli e nipoti si unirono alle armate secessioniste.
Charles G. Dahlgren arrivò da Filadelfia e fece la sua fortuna prima del conflitto; sostenne con decisione la Confederazione mettendosi al suo servizio e giunse a guidare una brigata, anche se poi fu aspramente criticato per non aver saputo o voluto difendere adeguatamente la zona costiera del Golfo del Messico. Quando il territorio venne preso dagli unionisti, si trasferì nella Georgia, ove rimase per il rimanente periodo di guerra; farà ritorno nel 1865 ma non riuscì più a recuperare la propria fortuna: andò in bancarotta e nel 1870 lasciò tutto ritornandosene al Nord, a New York.

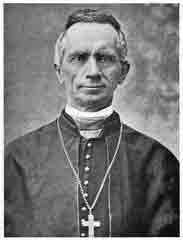
Foto del vescovo cattolico anti-unionista William Henry Elder.

Alcuni residenti dimostrarono apertamente la loro sfida alle nuove autorità. Nel 1864 il vescovo cattolico della diocesi di Jackson William Henry Elder, rifiutò di obbedire ad un ordine emanato dalla dirigenza militare per costringere i suoi parrocchiani a pregare per il presidente degli Stati Uniti d'America Abraham Lincoln; come atto di ritorsione il prelato venne fatto arrestare da James Madison Tuttle, processare e condannare, quindi imprigionare per un breve periodo di tempo.

Localizzazione di Oxford.

### Oxford
Il 22 agosto 1864 la città di Oxford subì la tattica della "Terra bruciata", ordinata dal comandante Andrew Jackson Smith; solamente il campus dell'Università del Mississippi e due imprese commerciali alla fine erano ancora in piedi.
Tale direttiva venne assunta e fatta eseguire con fermezza in quanto il cavalleggero sudista Nathan Bedford Forrest vi aveva trovato temporaneamente rifugio.

Localizzazione di Vicksburg.

### Vicksburg
La città di Vicksburg si vide scaraventata nel bel mezzo della guerra dopo essere divenuto il sito principale della Campagna di Vicksburg; la vittoria decisiva raggiunta qui dalle forze dell'Unione si realizzò pienamente quando venne conquistato il controllo dell'intero corso del fiume Mississippi, evento che divise in due parti gli Stati Confederati d'America, tagliando tutti i rifornimenti provenienti da Occidente.

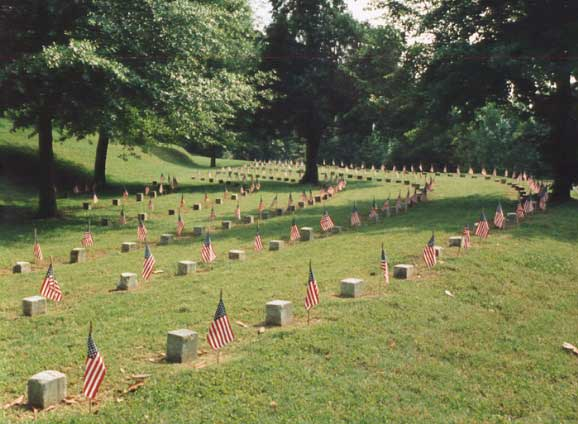
Il Memorial Day al Vicksburg National Military Park.

Lo scontro finale consistette nel lungo assedio di Vicksburg, resosi necessario in quanto la città si trovava in una posizione sopraelevata, ricca di fortificazioni e molto difficile da attaccare per via diretta. Le difficoltà vissute dai civili nel corso dell'assedio furono abbastanza gravi, con pesanti bombardamenti e una situazione generale di estrema mancanza di viveri.

All'incirca 30.000 confederati si arresero durante la campagna, ma piuttosto che essere inviati nei campi di prigionia furono quasi tutti rilasciati e rimandati alle loro case in liberazione condizionale subito dopo essere stati scambiati con altrettanti prigionieri di guerra unionisti.

Localizzazione di Yazoo City.

### Yazoo City
A Yazoo City un cantiere navale di fortuna venne eretto sulle sponde del fiume Yazoo poco dopo la perdita confederata di New Orleans; esso fu però reso inutilizzabile già a partire dal 1863. In seguito la città ricadde in mano sudista, ma l'anno seguente la maggior parte dell'area edificata municipale fu bruciata dai federali. 

## Leaderstatali

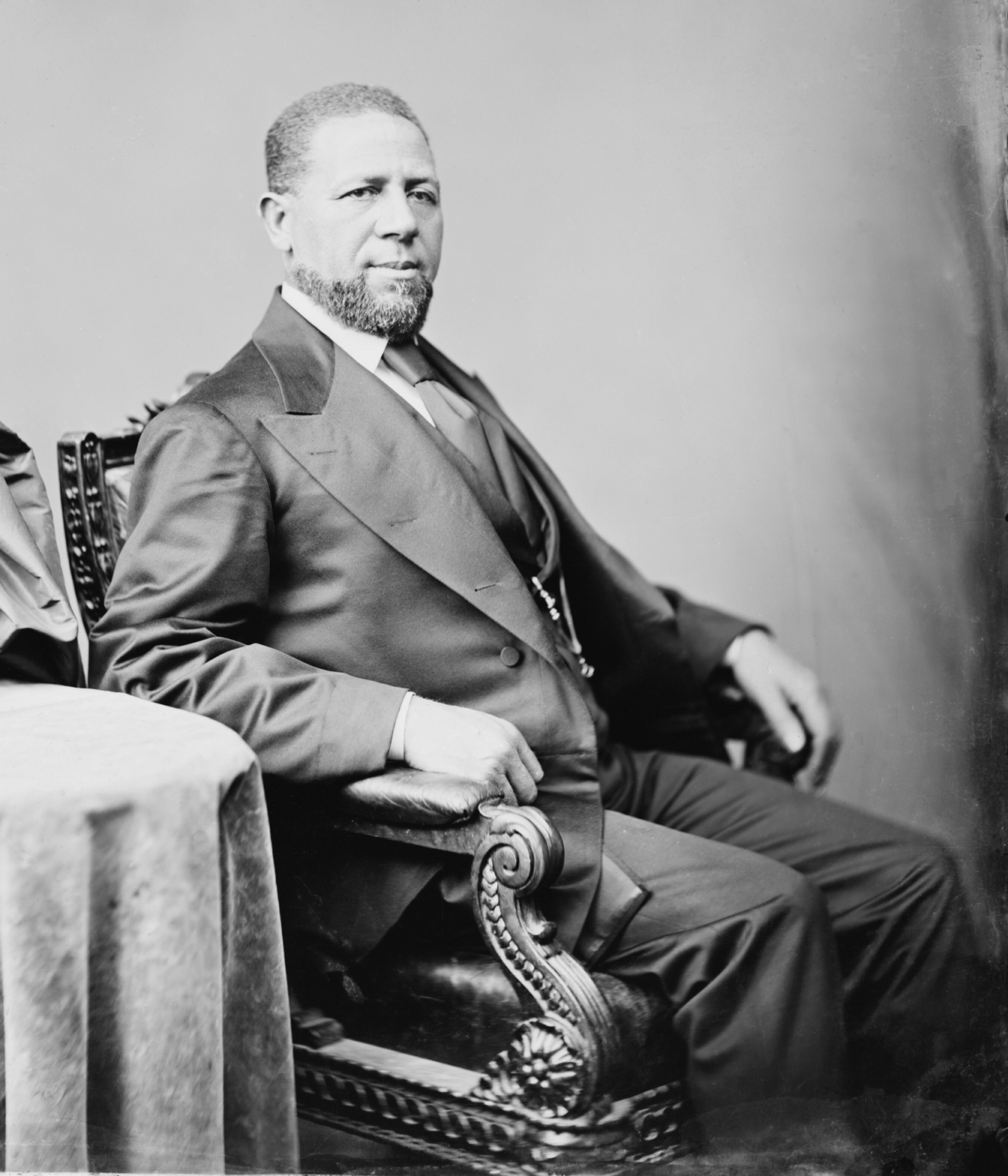
Foto del senatore afroamericano del Mississippi Hiram Rhodes Revels.

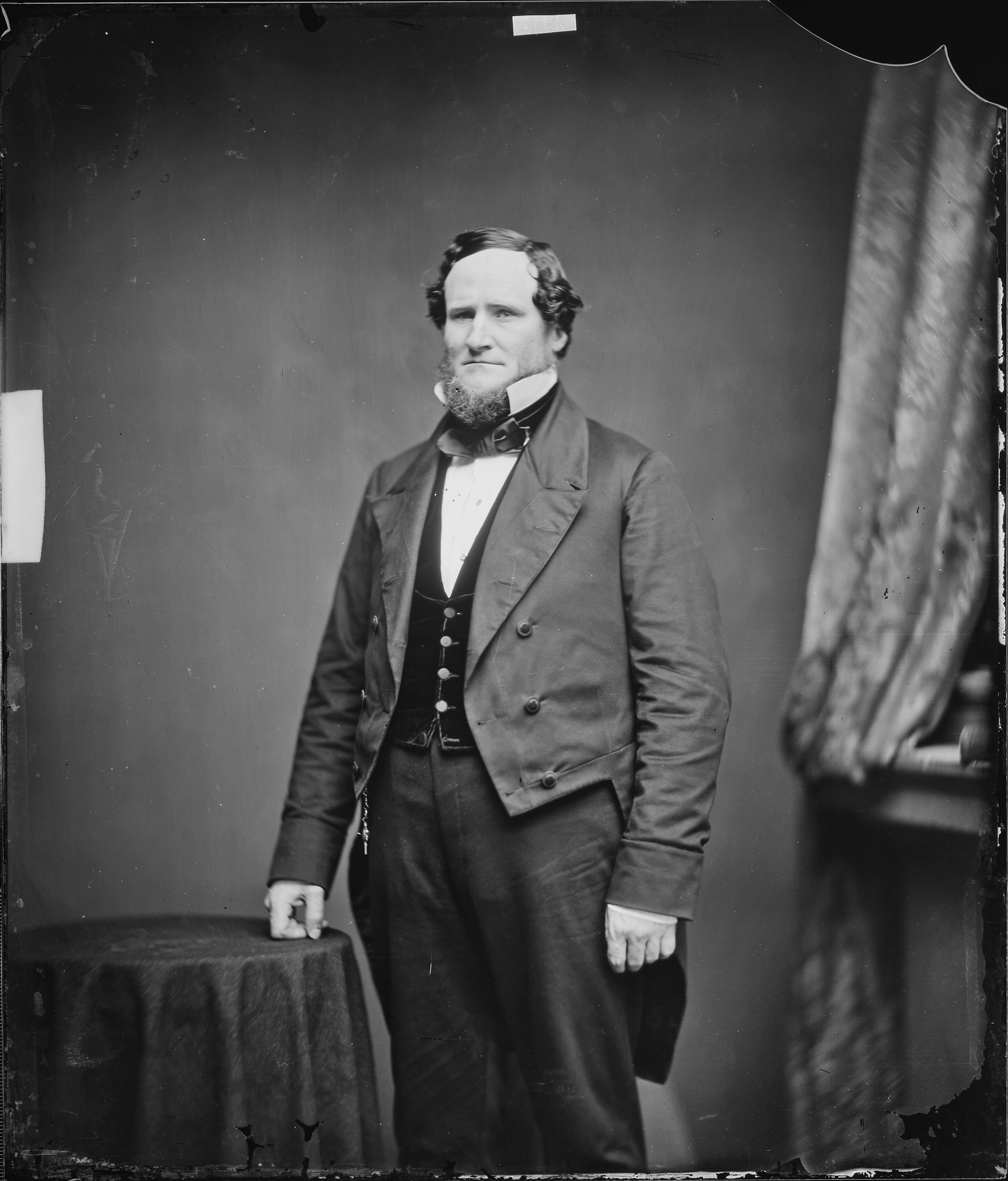
William Barksdale
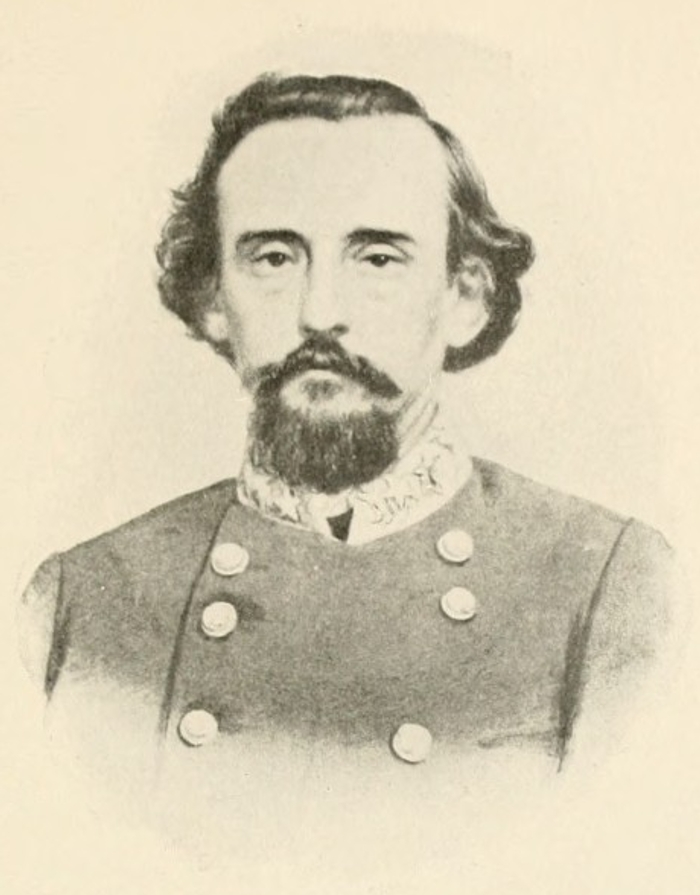
James Ronald Chalmers
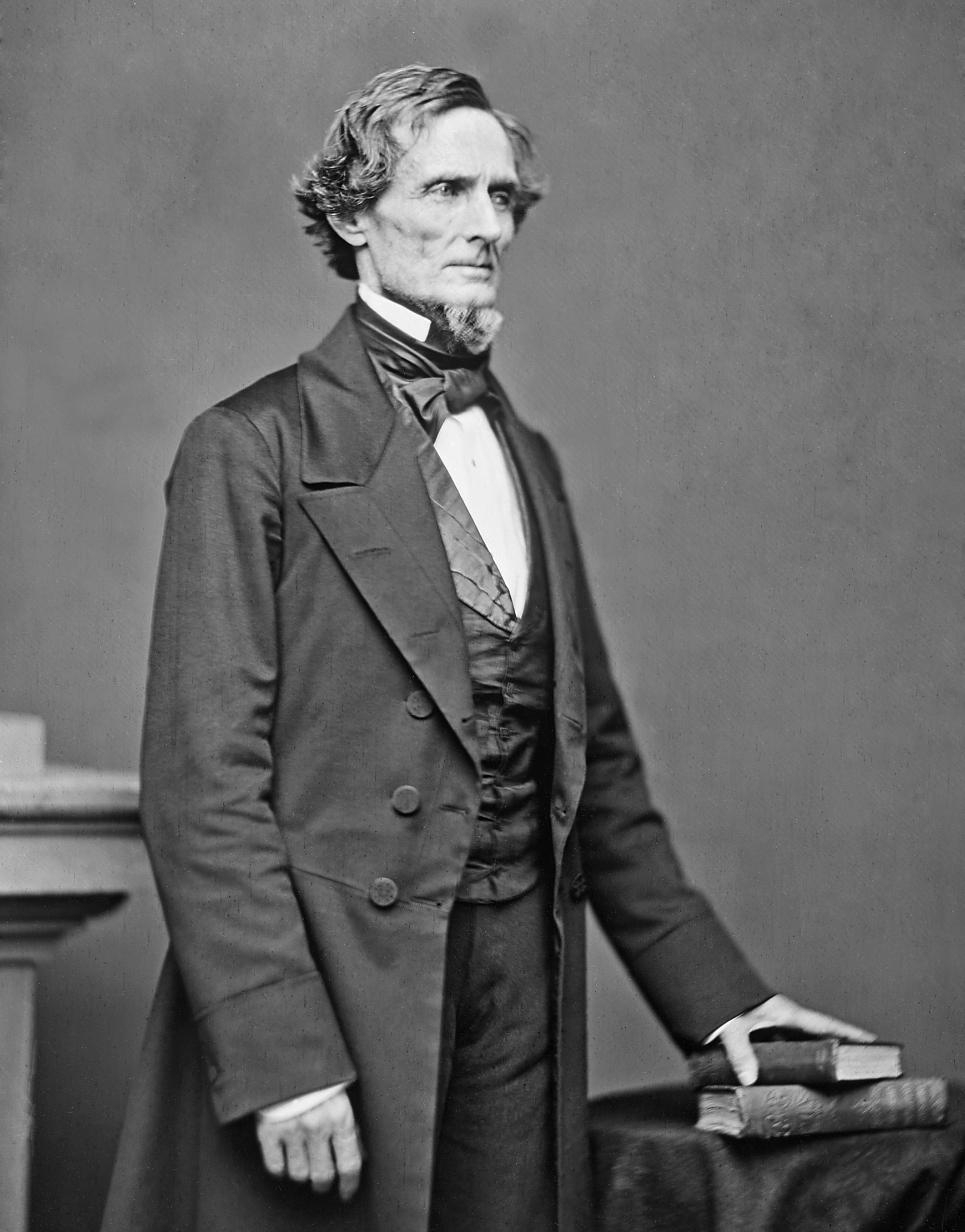
Jefferson Davis
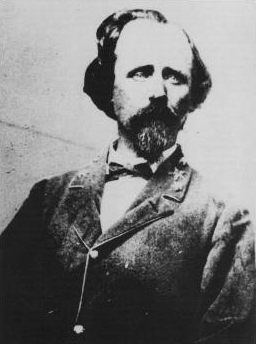
Joseph Robert Davis
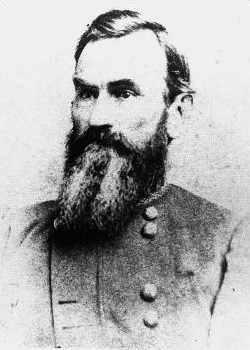
Benjamin Grubb Humphreys
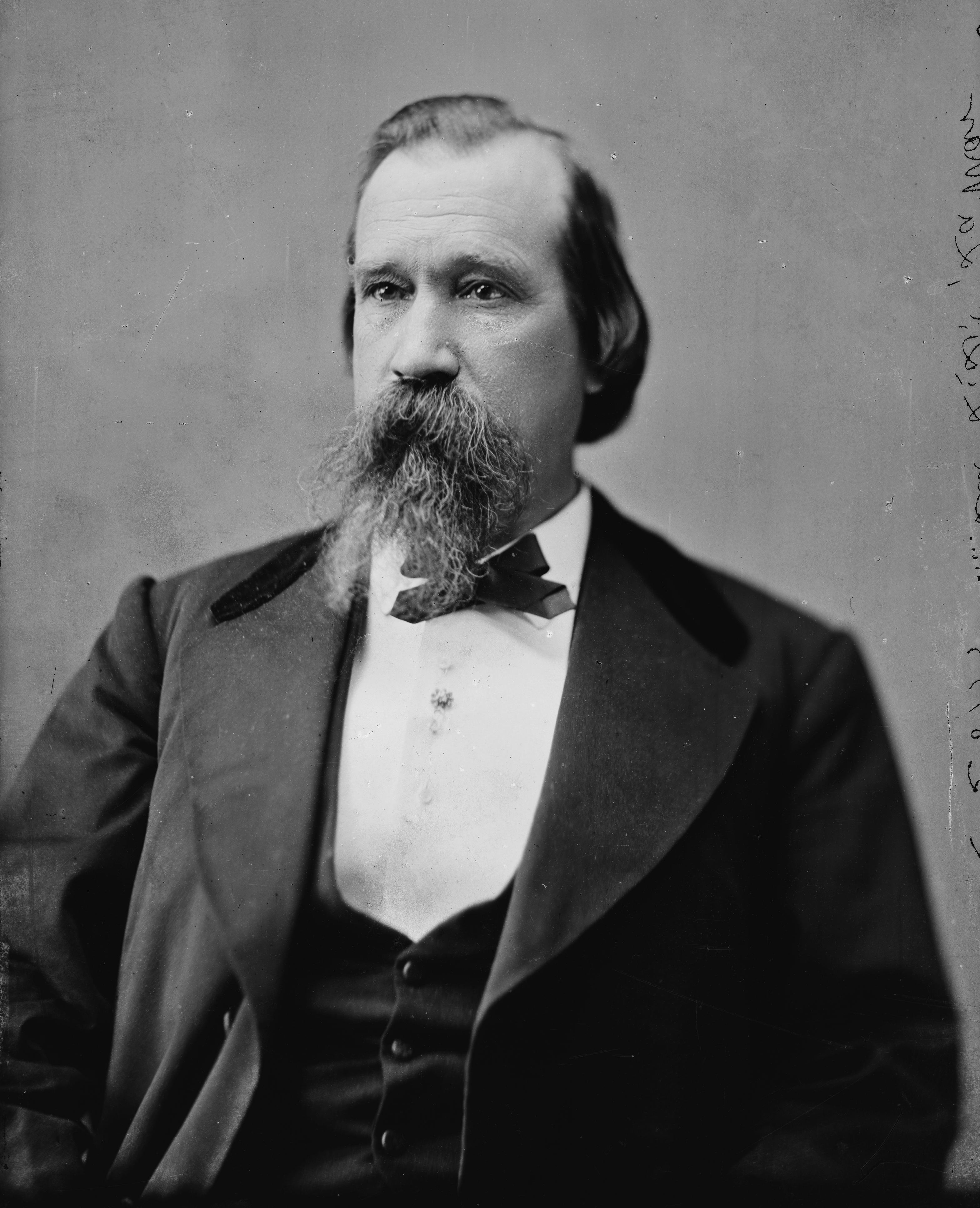
Lucius Quintus Cincinnatus Lamar
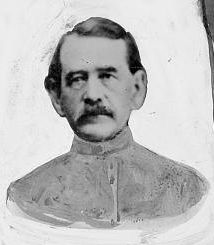
William Thompson Martin
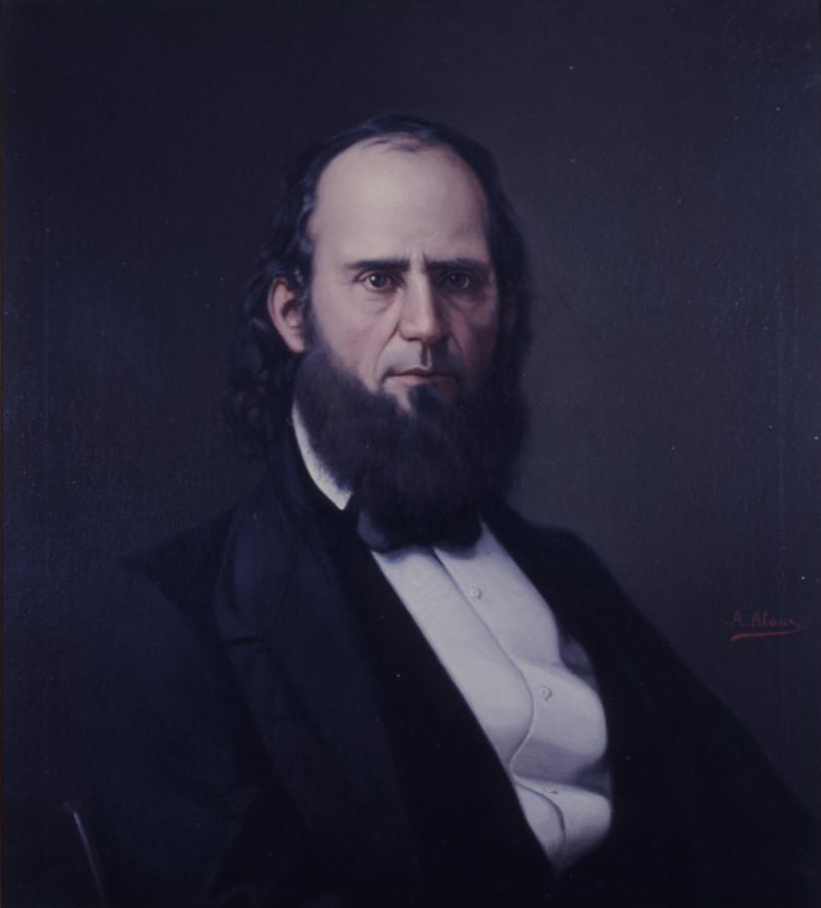
John Jones Pettus
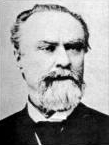
Jacob Hunter Sharp
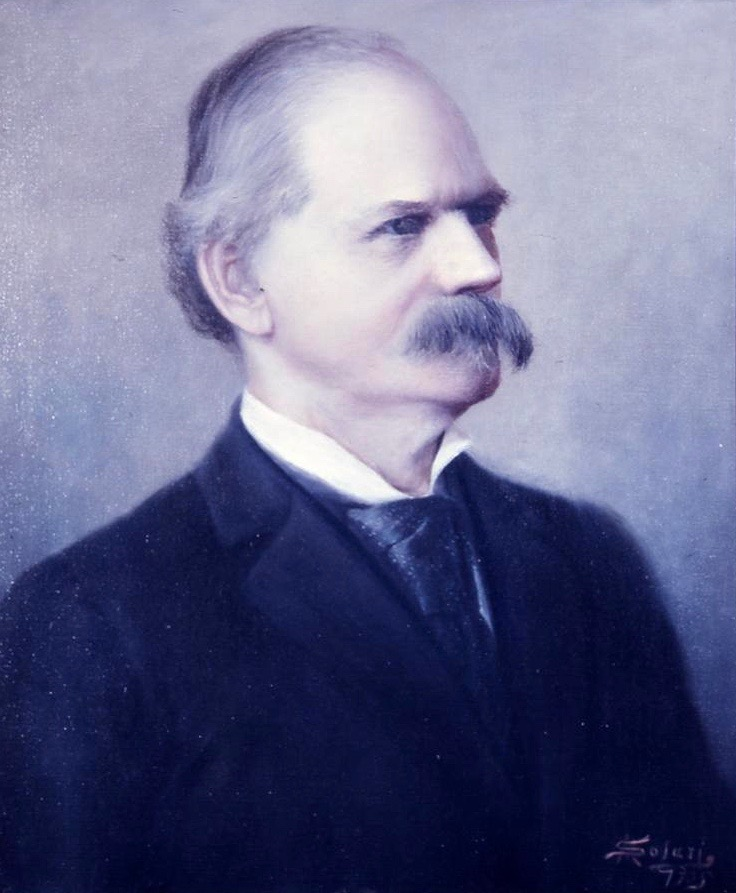
John Marshall Stone
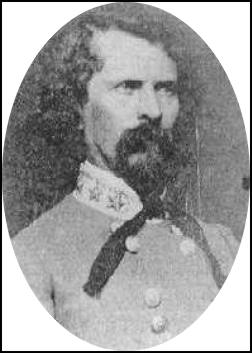
Earl Van Dorn
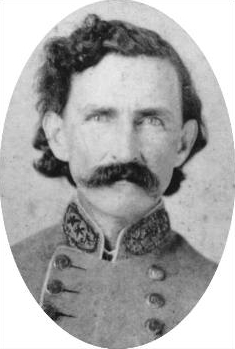
Edward Cary Walthall

## Conseguenze
Il ricordo bellico rimase importante per lo Stato e ben impresso nella memoria, soprattutto per il motivo che i bianchi divennero molto più filo-confederati durante l'Era della Ricostruzione (conosciuti col titolo di neo-confederati o nazionalisti del Sud).
Il mito della causa persa confederata sorse come un mezzo psicologico primario per giungere a patti con la sconfitta: esso divenne con estrema rapidità un'ideologia definita, rafforzata dalle sue attività celebrative, dai discorsi, dai club via via formatisi e dal vasto apparato di memoriali e monumenti fatti erigere a "perenne ricordo".
Le principali organizzazioni dedicate al mantenimento della tradizione furono gli United Confederate Veterans e le United Daughters of the Confederacy. In molte città, sebbene i veterani e i giornali locali avessero un loro ruolo precipuo nel mantenimento della "mitologia della causa persa", si rivelarono particolarmente importanti le donne dell'alta società, specialmente nell'erezione di statue e affini in memoria della guerra civile a partire dal Memorial Day del 1890.
La "causa persa" permise in tal maniera alle donne non combattenti di deporre su bronzo e pietra una loro rivendicazione dell'evento centrale nella ridefinizione della Storia degli Stati Uniti meridionali.

### Fonti primarie
- Bettersworth, John Knox, and James Wesley Silver, eds. Mississippi in the Confederacy: As they saw it, (2 vol. Mississippi Department of Archives and History, Jackson, 1961; reprint 1970).
- Darst, W. Maury, ed. "The Vicksburg Diary of Mrs. Alfred Ingraham, May 2-June 13, 1863." Journal of Mississippi History 44 (1982): 148-179.
- Galbraith, Loretta and William, eds. A Lost Heroine of the Confederacy: The Diaries and Letters of Belle Edmondson (University of Mississippi Press, 1990).
- Silver, James W., ed. "The Breakdown of Morale in Central Mississippi in 1864: Letters of Judge Robert S. Hudson." Journal of Mississippi History 16 (1964): 99-120.